# AFC Champions League 2020
AFC Champions League 2020 là mùa giải thứ 39 của giải vô địch cấp câu lạc bộ cao nhất châu Á được tổ chức bởi Liên đoàn bóng đá châu Á (AFC), và là lần thứ 18 dưới tên gọi AFC Champions League.
Đây là lần cuối cùng giải đấu diễn ra với thể thức 32 đội ở vòng bảng; kể từ giải đấu năm 2021, số đội tham dự sẽ được tăng lên 40 đội.
Giải đấu đã bị hoãn sau các trận đấu vòng bảng vào ngày 4 tháng 3 năm 2020 do ảnh hưởng của đại dịch COVID-19, và thi đấu trở lại vào ngày 14 tháng 9. Tất cả các trận đấu từ sau khi trở lại chỉ diễn ra tại Qatar, với trận chung kết được tổ chức tại sân vận động Al Janoub. Lần đầu tiên, video hỗ trợ trọng tài (VAR) được sử dụng kể từ vòng tứ kết.
Al-Hilal của Ả Rập Xê Út là đương kim vô địch, nhưng được coi là đã rút lui khỏi giải đấu  sau khi họ không thể có đủ 13 cầu thủ cần thiết để thi đấu cuối cùng của vòng bảng (tất cả đều có kết quả dương tính với COVID-19, ngoại trừ 11 cầu thủ).
Ulsan Hyundai vô địch giải đấu lần thứ hai sau khi đánh bại Persepolis 2–1 ở trận chung kết. Ulsan tự động lọt vào AFC Champions League 2021, lần đầu tiên kể từ giải đấu 2008, đội đương kim vô địch AFC Champions League được tham dự giải bất kể vị trí của họ tại giải quốc nội. Họ cũng tự động lọt vào Giải vô địch bóng đá thế giới các câu lạc bộ 2020 tại Qatar.

## Phân bổ đội của các hiệp hội
47 hiệp hội thành viên của AFC được xếp hạng dựa trên thành tích của đội tuyển quốc gia và câu lạc bộ của họ trong bốn năm qua trong các giải đấu của AFC, với việc phân bổ các vị trí cho các phiên bản 2019 và 2020 của các giải đấu cấp câu lạc bộ châu Á được xác định bởi bảng xếp hạng AFC rankings năm 2017 (Hướng dẫn nhập cảnh Điều 2.3):
- Các hiệp hội được chia làm hai khu vực Tây và Đông Á:
  - Khu vực Tây Á bao gồm các hiệp hội đến từ Liên đoàn bóng đá Tây Á (WAFF), Hiệp hội bóng đá Trung Á (CAFA), Liên đoàn bóng đá Nam Á (SAFF).
  - Khu vực Đông Á bao gồm các hiệp hội đến từ Liên đoàn bóng đá ASEAN (AFF) và Liên đoàn bóng đá Đông Á (EAFF).
- Ở mỗi khu vực, có tổng cộng 12 suất vào thẳng vòng bảng, và 4 suất còn lại được quyết định qua vòng loại.
- 12 hiệp hội thành viên hàng đầu của mỗi khu vực theo bảng xếp hạng AFC có thể có suất dự vòng bảng và vòng loại ở AFC Champions League, miễn họ đáp ứng các tiêu chí tối thiểu của AFC Champions League.
- Các hiệp hội xếp hạng 1-6 ở khu vực Tây và Đông Á nhận suất vào vòng bảng, trong khi các hiệp hội còn lại nhận suất vào vòng loại (và cũng nhận suất vào vòng bảng AFC Cup):
  - Các hiệp hội xếp hạng 1-2 có ba suất vào vòng bảng và một suất vào vòng loại.
  - Các hiệp hội xếp hạng 3-4 có hai suất vào vòng bảng và hai suất vào vòng loại.
  - Các hiệp hội xếp hạng 5 có một suất vào vòng bảng và hai suất vào vòng loại.
  - Các hiệp hội xếp hạng 6 có một suất vào vòng bảng và một suất vào vòng loại.
  - Các hiệp hội xếp hạng 7-12 có một suất vào vòng loại.
  - Số lượng vị trí tối đa cho mỗi hiệp hội là một phần ba tổng số câu lạc bộ trong giải đấu hàng đầu.
- Nếu bất kỳ hiệp hội nào từ bỏ các suất vào vòng bảng, chúng sẽ được phân phối lại cho hiệp hội đủ điều kiện cao nhất, với mỗi hiệp giới hạn tối đa ba suất.
- Nếu bất kỳ hiệp hội nào từ bỏ các suất vào vòng loại, chúng sẽ bị hủy bỏ và không được phân phối lại cho bất kỳ hiệp hội nào khác.

### Phân bổ
Đối với AFC Champions League 2020, các hiệp hội được phân bổ vị trí dựa theo bảng xếp hạng được công bố vào ngày 15 tháng 12 năm 2017, trong đó có tính đến thành tích của họ tại AFC Champions League và AFC Cup, cũng như đội tuyển quốc gia của họ trong Bảng xếp hạng FIFA thế giới, trong khoảng thời gian từ 2014-2017.
| Participation for 2019 AFC Champions League | Participation for 2019 AFC Champions League |
| ------------------------------------------- | ------------------------------------------- |
|                                             | Participating                               |
|                                             | Not participating                           |

| Xếp hạng | Xếp hạng | Hiệp hội thành viên | Điểm   | Suất dự   | Suất dự       | Suất dự        | Suất dự        |
| Xếp hạng | Xếp hạng | Hiệp hội thành viên | Điểm   | Vòng bảng | Vòng loại     | Vòng loại      | Vòng loại      |
| Khu vực  | AFC      | Hiệp hội thành viên | Điểm   | Vòng bảng | Vòng play-off | Vòng sơ loại 2 | Vòng sơ loại 1 |
| -------- | -------- | ------------------- | ------ | --------- | ------------- | -------------- | -------------- |
| 1        | 1        | UAE                 | 95.940 | 3         | 1             | 0              | 0              |
| 2        | 4        | Ả Rập Xê Út         | 84.269 | 3         | 1             | 0              | 0              |
| 3        | 6        | Qatar               | 82.407 | 2         | 2             | 0              | 0              |
| 4        | 7        | Iran                | 71.851 | 2         | 0             | 2              | 0              |
| 5        | 9        | Uzbekistan          | 43.305 | 1         | 0             | 2              | 0              |
| 6        | 11       | Iraq                | 42.141 | 1         | 0             | 1              | 0              |
| 7        | 12       | Tajikistan          | 30.725 | 0         | 0             | 1              | 0              |
| 8        | 15       | Ấn Độ               | 29.291 | 0         | 0             | 0              | 1              |
| 9        | 16       | Syria[SYR]          | 28.983 | 0         | 0             | 0              | 0              |
| 10       | 18       | Jordan              | 25.649 | 0         | 0             | 0              | 1              |
| 11       | 19       | Kuwait              | 24.798 | 0         | 0             | 0              | 1              |
| 12       | 20       | Bahrain             | 24.337 | 0         | 0             | 0              | 1              |
| Tổng     | Tổng     | Tổng                | Tổng   | 12        | 4             | 6              | 4              |
| Tổng     | Tổng     | Tổng                | Tổng   | 12        | 13            |                |                |
| Tổng     | Tổng     | Tổng                | Tổng   | 25        |               |                |                |

| Xếp hạng | Xếp hạng | Hiệp hội thành viên | Điểm   | Suất dự   | Suất dự       | Suất dự        | Suất dự        |
| Xếp hạng | Xếp hạng | Hiệp hội thành viên | Điểm   | Vòng bảng | Vòng loại     | Vòng loại      | Vòng loại      |
| Khu vực  | AFC      | Hiệp hội thành viên | Điểm   | Vòng bảng | Vòng play-off | Vòng sơ loại 2 | Vòng sơ loại 1 |
| -------- | -------- | ------------------- | ------ | --------- | ------------- | -------------- | -------------- |
| 1        | 2        | Hàn Quốc            | 87.480 | 3         | 1             | 0              | 0              |
| 2        | 3        | Trung Quốc          | 86.671 | 3         | 1             | 0              | 0              |
| 3        | 5        | Nhật Bản            | 83.464 | 2         | 2             | 0              | 0              |
| 4        | 8        | Úc[AUS]             | 64.752 | 2         | 0             | 1              | 0              |
| 5        | 10       | Thái Lan            | 42.568 | 1         | 0             | 2              | 0              |
| 6        | 13       | Malaysia            | 29.566 | 1         | 0             | 1              | 0              |
| 7        | 14       | Hồng Kông           | 29.300 | 0         | 0             | 1              | 0              |
| 8        | 17       | Việt Nam            | 27.426 | 0         | 0             | 1              | 0              |
| 9        | 21       | Philippines         | 21.405 | 0         | 0             | 0              | 1              |
| 10       | 23       | Singapore           | 17.084 | 0         | 0             | 0              | 1              |
| 11       | 24       | Indonesia           | 16.871 | 0         | 0             | 0              | 1              |
| 12       | 25       | Myanmar             | 14.753 | 0         | 0             | 0              | 1              |
| Tổng     | Tổng     | Tổng                | Tổng   | 12        | 4             | 6              | 4              |
| Tổng     | Tổng     | Tổng                | Tổng   | 12        | 14            |                |                |
| Tổng     | Tổng     | Tổng                | Tổng   | 26        |               |                |                |

Chú thích
1. ^ Australia (AUS): Giải đấu cao nhất của Australia, A-League, chỉ có 9 câu lạc bộ Úc ở giải đấu 2017-18, vì vậy Australia chỉ có tối đa 3 suất dự ACL (Hướng dẫn nhập cảnh Điều 5.4).[14]
2. ^ Syria (SYR): Syria không có câu lạc bộ nào được cấp phép dự AFC Champions League.[17]

## Các đội tham dự
Chú thích:
- TH: Đương kim vô địch
- AC: Đội vô địch AFC Cup
- 1st, 2nd, 3rd,...: Vị trí tại giải quốc nội
- CW: Đội vô địch cúp quốc gia

| Tây Á                        | Tây Á                             | Tây Á                     | Tây Á                    |
| ---------------------------- | --------------------------------- | ------------------------- | ------------------------ |
| Al-HilalTH (2nd)             | Al-Wahda (3rd)                    | Al-Sadd (1st)             | Sepahan (2nd)            |
| Sharjah (1st)                | Al-Nassr (1st)                    | Al-Duhail (2nd, CW)       | Pakhtakor (1st, CW)      |
| Shabab Al-Ahli (2nd, CW)     | Al-Taawoun (3rd, CW)              | Persepolis (1st, CW)      | Al-Shorta (1st)          |
| Đông Á                       |                                   |                           |                          |
| Jeonbuk Hyundai Motors (1st) | Quảng Châu Hằng Đại Đào Bảo (1st) | Yokohama F. Marinos (1st) | Sydney FC (2nd, CW)      |
| Suwon Samsung Bluewings (CW) | Thân Hoa Thượng Hải (CW)          | Vissel Kobe (CW)          | Chiangrai United (1st)   |
| Ulsan Hyundai (2nd)          | Bắc Kinh FC (2nd)                 | Perth Glory (1st)         | Johor Darul Ta'zim (1st) |

| Tây Á         | Tây Á            | Đông Á                | Đông Á                |
| ------------- | ---------------- | --------------------- | --------------------- |
| Al-Ain (4th)  | Al-Sailiya (3rd) | FC Seoul (3rd)        | FC Tokyo (2nd)        |
| Al-Ahli (4th) | Al-Rayyan (4th)  | Thượng Hải SIPG (3rd) | Kashima Antlers (3rd) |

| Tây Á                    | Tây Á           | Đông Á                  | Đông Á                                 |
| ------------------------ | --------------- | ----------------------- | -------------------------------------- |
| Esteghlal (3rd)          | Bunyodkor (3rd) | Melbourne Victory (3rd) | Kedah (CW)                             |
| Shahr Khodro (4th)       | Al-Zawraa (CW)  | Port (CW)               | Đại Phố (1st)                          |
| Lokomotiv Tashkent (2nd) | Istiklol (1st)  | Buriram United (2nd)    | Thành phố Hồ Chí Minh (2nd) [Note VIE] |

| Tây Á              | Tây Á           | Đông Á                           | Đông Á            |
| ------------------ | --------------- | -------------------------------- | ----------------- |
| Chennai City (1st) | Al-Kuwait (1st) | Ceres–Negros (1st)               | Bali United (1st) |
| Al-Faisaly (1st)   | Al-Riffa (1st)  | Tampines Rovers (2nd) [Note SIN] | Shan United (1st) |

Chú thích
1. ^ Singapore (SIN): DPMM, đội vô địch Singapore Premier League 2019, là câu lạc bộ đến từ Brunei và không thể đại diện cho Singapore tham dự các giải đấu cấp câu lạc bộ của AFC. Do đó, Tampines Rovers, đội á quân của giải, tham dự vòng loại.
2. ^ Việt Nam (VIE): Hà Nội, đội vô địch Giải bóng đá vô địch quốc gia 2019, không được cấp phép tham dự các giải đấu của AFC vì đội U15 của họ không tham dự Giải bóng đá U-15 quốc gia.[18] Do đó, Thành phố Hồ Chí Minh, đội á quân của giải, tham dự vòng loại.

## Lịch thi đấu
The schedule of the competition is as follows.
Due to the coronavirus outbreak, the following changes to the schedule had been made:
- AFC announced on ngày 4 tháng 2 năm 2020 that all matches involving Chinese teams on the first three matchdays (except for Chiangrai United versus Beijing FC) had been postponed to 28–29 April, 19–20 and 26–27 May.[20][21]
- After a meeting with representatives of the member associations from the East Region held on ngày 2 tháng 3 năm 2020, it was agreed that:[22]
  - Group stage matches on matchdays 3–6 which could not be played would be moved to 19–20, 26–27 May, 16–17 and 23–24 June.
  - The round of 16 matches were moved from 16–17 and 23–24 June to 11–12 and 25–26 August.
  - The quarter-finals were moved from 25–26 August and 15–16 September to 15–16 and 29–30 September.
  - The semi-finals were moved from 30 September and 21 October to 21 and 28 October.
- After meetings with representatives of the member associations from the West Region held on 7–ngày 8 tháng 3 năm 2020, it was agreed that:[23]
  - Group stage matches on matchdays 3–6 which could not be played would be moved to new dates yet to be confirmed.
  - The round of 16 matches were moved from 18–19 and 25–26 May to 10–11 and 24–25 August.
  - The quarter-finals were moved from 24–25 August and 14–15 September to 14–15 and 28–29 September.
  - The semi-finals were moved from 29 September and 20 October to 20 and 27 October.
- The AFC will make a further statement on any developments and any potential new schedule in due course.

| Stage             | Round               | Draw date                 | First leg                                         | Second leg                                        |
| ----------------- | ------------------- | ------------------------- | ------------------------------------------------- | ------------------------------------------------- |
| Preliminary stage | Preliminary round 1 | No draw                   | ngày 14 tháng 1 năm 2020                          | ngày 14 tháng 1 năm 2020                          |
| Preliminary stage | Preliminary round 2 | No draw                   | ngày 21 tháng 1 năm 2020                          | ngày 21 tháng 1 năm 2020                          |
| Play-off stage    | Play-off round      | No draw                   | ngày 28 tháng 1 năm 2020                          | ngày 28 tháng 1 năm 2020                          |
| Group stage       | Matchday 1          | ngày 10 tháng 12 năm 2019 | 10–12 February, 28–ngày 29 tháng 4 năm 2020       | 10–12 February, 28–ngày 29 tháng 4 năm 2020       |
| Group stage       | Matchday 2          | ngày 10 tháng 12 năm 2019 | 17–19 February, 19–ngày 20 tháng 5 năm 2020       | 17–19 February, 19–ngày 20 tháng 5 năm 2020       |
| Group stage       | Matchday 3          | ngày 10 tháng 12 năm 2019 | 2–4 March, 19–20 May, 26–ngày 27 tháng 5 năm 2020 | 2–4 March, 19–20 May, 26–ngày 27 tháng 5 năm 2020 |
| Group stage       | Matchday 4          | ngày 10 tháng 12 năm 2019 | 6–8 April, 26–ngày 27 tháng 5 năm 2020            | 6–8 April, 26–ngày 27 tháng 5 năm 2020            |
| Group stage       | Matchday 5          | ngày 10 tháng 12 năm 2019 | 20–22 April, 16–ngày 17 tháng 6 năm 2020          | 20–22 April, 16–ngày 17 tháng 6 năm 2020          |
| Group stage       | Matchday 6          | ngày 10 tháng 12 năm 2019 | 4–6 May, 23–ngày 24 tháng 6 năm 2020              | 4–6 May, 23–ngày 24 tháng 6 năm 2020              |
| Knockout stage    | Round of 16         | ngày 10 tháng 12 năm 2019 | 10–ngày 12 tháng 8 năm 2020                       | 24–ngày 26 tháng 8 năm 2020                       |
| Knockout stage    | Quarter-finals      | TBA                       | 14–ngày 16 tháng 9 năm 2020                       | 28–ngày 30 tháng 9 năm 2020                       |
| Knockout stage    | Semi-finals         | TBA                       | 20–ngày 21 tháng 10 năm 2020                      | 27–ngày 28 tháng 10 năm 2020                      |
| Knockout stage    | Final               | TBA                       | ngày 22 tháng 11 năm 2020                         | ngày 28 tháng 11 năm 2020                         |

## Vòng loại

### Vòng sơ loại 1
| Đội 1        | Tỉ số        | Đội 2     |
| ------------ | ------------ | --------- |
| Chennai City | 0–1          | Al-Riffa  |
| Al-Faisaly   | 1–2 (s.h.p.) | Al-Kuwait |

| Đội 1           | Tỉ số        | Đội 2       |
| --------------- | ------------ | ----------- |
| Ceres–Negros    | 3–2          | Shan United |
| Tampines Rovers | 3–5 (s.h.p.) | Bali United |

### Vòng sơ loại 2
| Đội 1              | Tỉ số | Đội 2     |
| ------------------ | ----- | --------- |
| Bunyodkor          | 4–1   | Al-Zawraa |
| Lokomotiv Tashkent | 0–1   | Istiklol  |
| Shahr Khodro       | 2–1   | Al-Riffa  |
| Esteghlal          | 3–0   | Al-Kuwait |

| Đội 1             | Tỉ số | Đội 2                 |
| ----------------- | ----- | --------------------- |
| Kedah             | 5–1   | Đại Phố               |
| Buriram United    | 2–1   | Thành phố Hồ Chí Minh |
| Port              | 0–1   | Ceres–Negros          |
| Melbourne Victory | 5–0   | Bali United           |

### Vòng play-off
| Đội 1      | Tỉ số                | Đội 2        |
| ---------- | -------------------- | ------------ |
| Al-Ain     | 1–0                  | Bunyodkor    |
| Al-Ahli    | 1–0                  | Istiklol     |
| Al-Sailiya | 0–0 (s.h.p.) (4–5 p) | Shahr Khodro |
| Al-Rayyan  | 0–5                  | Esteghlal    |

| Đội 1           | Tỉ số | Đội 2             |
| --------------- | ----- | ----------------- |
| FC Seoul        | 4–1   | Kedah             |
| Thượng Hải SIPG | 3–0   | Buriram United    |
| FC Tokyo        | 2–0   | Ceres–Negros      |
| Kashima Antlers | 0–1   | Melbourne Victory |

## Vòng bảng
Vòng bảng AFC Champions League 2020
Vòng bảng AFC Champions League 2020
| Tiebreakers                           |
| ------------------------------------- |
| 2020 AFC Champions League group stage |

### Bảng A
| VT | Đội       | ST | T | H | B | BT | BB | HS | Đ | Giành quyền tham dự |  | AHL | EST    | SHO    | WAH    |
| -- | --------- | -- | - | - | - | -- | -- | -- | - | ------------------- |  | --- | ------ | ------ | ------ |
| 1  | Al-Ahli   | 4  | 2 | 0 | 2 | 4  | 6  | −2 | 6 | Vòng 16 đội         |  | —   | 2–1    | 1–0    | 20 Sep |
| 2  | Esteghlal | 4  | 1 | 2 | 1 | 6  | 4  | +2 | 5 | Vòng 16 đội         |  | 3–0 | —      | 1–1    | 17 Sep |
| 3  | Al-Shorta | 4  | 1 | 2 | 1 | 4  | 4  | 0  | 5 |                     |  | 2–1 | 1–1    | —      | 0–1    |
| 4  | Al-Wahda  | 0  | 0 | 0 | 0 | 0  | 0  | 0  | 0 | Rút lui             |  | 1–1 | 14 Sep | 23 Sep | —      |

1. ↑  Al-Wahda không thể đến Qatar để chơi bốn trận còn lại của vòng bảng do một số thành viên trong đội có kết quả xét nghiệm dương tính với COVID-19.[25] Họ được coi là đã rút lui khỏi giải đấu, và toàn bộ kết quả của các trận đấu giữa họ và các đội còn lại bị hủy và không được tính trong việc xác định thứ hạng của các đội trong bảng đấu.[26]

### Bảng B
| VT | Đội            | ST | T | H | B | BT | BB | HS | Đ  | Giành quyền tham dự |  | PAK | SAH    | SHK | HIL |
| -- | -------------- | -- | - | - | - | -- | -- | -- | -- | ------------------- |  | --- | ------ | --- | --- |
| 1  | Pakhtakor      | 4  | 3 | 1 | 0 | 6  | 1  | +5 | 10 | Vòng 16 đội         |  | —   | 2–1    | 3–0 | 0–0 |
| 2  | Shabab Al-Ahli | 4  | 2 | 1 | 1 | 3  | 2  | +1 | 7  | Vòng 16 đội         |  | 0–0 | —      | 1–0 | 1–2 |
| 3  | Shahr Khodro   | 4  | 0 | 0 | 4 | 0  | 6  | −6 | 0  |                     |  | 0–1 | 0–1    | —   | 0–0 |
| 4  | Al-Hilal       | 0  | 0 | 0 | 0 | 0  | 0  | 0  | 0  | Rút lui             |  | 2–1 | 23 Sep | 2–0 | —   |

1. ↑  Al-Hilal không thể đăng ký đủ 13 và không thể đá trận cuối cùng của vòng bảng với Shabab Al-Ahli do họ chỉ còn 11 cầu thủ và các thành viên còn lại có kết quả xét nghiệm dương tính với COVID-19. Họ được coi là đã rút lui khỏi giải đấu, và toàn bộ kết quả của các trận đấu giữa họ và các đội còn lại bị hủy và không được tính trong việc xác định thứ hạng của các đội trong bảng đấu.[9]

### Bảng C
| VT | Đội        | ST | T | H | B | BT | BB | HS | Đ  | Giành quyền tham dự |     | PRS | TAW | DUH | SHJ |
| -- | ---------- | -- | - | - | - | -- | -- | -- | -- | ------------------- | --- | --- | --- | --- | --- |
| 1  | Persepolis | 6  | 3 | 1 | 2 | 8  | 5  | +3 | 10 | Vòng 16 đội         |     | —   | 1–0 | 0–1 | 4–0 |
| 2  | Al-Taawoun | 6  | 3 | 0 | 3 | 4  | 8  | −4 | 9  | Vòng 16 đội         |     | 0–1 | —   | 2–0 | 0–6 |
| 3  | Al-Duhail  | 6  | 3 | 0 | 3 | 7  | 8  | −1 | 9  |                     |     | 2–0 | 0–1 | —   | 2–1 |
| 4  | Sharjah    | 6  | 2 | 1 | 3 | 13 | 11 | +2 | 7  |                     | 2–2 | 0–1 | 4–2 | —   |     |

1. 1 2  Điểm đối đầu: Al-Taawoun 6, Al-Duhail 0.

### Bảng D
| VT | Đội      | ST | T | H | B | BT | BB | HS | Đ  | Giành quyền tham dự |     | NAS | SAD | SEP | AIN |
| -- | -------- | -- | - | - | - | -- | -- | -- | -- | ------------------- | --- | --- | --- | --- | --- |
| 1  | Al-Nassr | 6  | 3 | 2 | 1 | 9  | 5  | +4 | 11 | Vòng 16 đội         |     | —   | 2–2 | 2–0 | 0–1 |
| 2  | Al-Sadd  | 6  | 2 | 3 | 1 | 14 | 8  | +6 | 9  | Vòng 16 đội         |     | 1–1 | —   | 3–0 | 4–0 |
| 3  | Sepahan  | 6  | 2 | 1 | 3 | 6  | 8  | −2 | 7  |                     |     | 0–2 | 2–1 | —   | 0–0 |
| 4  | Al-Ain   | 6  | 1 | 2 | 3 | 5  | 13 | −8 | 5  |                     | 1–2 | 3–3 | 0–4 | —   |     |

### Bảng E
| VT | Đội               | ST | T | H | B | BT | BB | HS | Đ  | Giành quyền tham dự |     | BEI | MVC | SEO | CHI |
| -- | ----------------- | -- | - | - | - | -- | -- | -- | -- | ------------------- | --- | --- | --- | --- | --- |
| 1  | Bắc Kinh Quốc An  | 6  | 5 | 1 | 0 | 12 | 4  | +8 | 16 | Vòng 16 đội         |     | —   | 3–1 | 3–1 | 1–1 |
| 2  | Melbourne Victory | 6  | 2 | 1 | 3 | 6  | 9  | −3 | 7  | Vòng 16 đội         |     | 0–2 | —   | 2–1 | 1–0 |
| 3  | FC Seoul          | 6  | 2 | 0 | 4 | 10 | 9  | +1 | 6  |                     |     | 1–2 | 1–0 | —   | 5–0 |
| 4  | Chiangrai United  | 6  | 1 | 2 | 3 | 5  | 11 | −6 | 5  |                     | 0–1 | 2–2 | 2–1 | —   |     |

### Bảng F
| VT | Đội                 | ST | T | H | B | BT | BB | HS | Đ  | Giành quyền tham dự |     | ULS | TOK | SSH | PRG |
| -- | ------------------- | -- | - | - | - | -- | -- | -- | -- | ------------------- | --- | --- | --- | --- | --- |
| 1  | Ulsan Hyundai       | 6  | 5 | 1 | 0 | 14 | 5  | +9 | 16 | Vòng 16 đội         |     | —   | 1–1 | 3–1 | 2–0 |
| 2  | FC Tokyo            | 6  | 3 | 1 | 2 | 6  | 5  | +1 | 10 | Vòng 16 đội         |     | 1–2 | —   | 0–1 | 1–0 |
| 3  | Thân Hoa Thượng Hải | 6  | 2 | 1 | 3 | 9  | 13 | −4 | 7  |                     |     | 1–4 | 1–2 | —   | 3–3 |
| 4  | Perth Glory         | 6  | 0 | 1 | 5 | 5  | 11 | −6 | 1  |                     | 1–2 | 0–1 | 1–2 | —   |     |

### Bảng G
| VT | Đội                     | ST | T | H | B | BT | BB | HS | Đ | Giành quyền tham dự |  | VIS   | SUW | GZE    | JDT    |
| -- | ----------------------- | -- | - | - | - | -- | -- | -- | - | ------------------- |  | ----- | --- | ------ | ------ |
| 1  | Vissel Kobe             | 4  | 2 | 0 | 2 | 4  | 5  | −1 | 6 | Vòng 16 đội         |  | —     | 0–2 | 0–2    | 5–1    |
| 2  | Suwon Samsung Bluewings | 4  | 1 | 2 | 1 | 3  | 2  | +1 | 5 | Vòng 16 đội         |  | 0–1   | —   | 0–0    | 25 Nov |
| 3  | Quảng Châu Hằng Đại     | 4  | 1 | 2 | 1 | 4  | 4  | 0  | 5 |                     |  | 1–3   | 1–1 | —      | 4 Dec  |
| 4  | Johor Darul Ta'zim      | 0  | 0 | 0 | 0 | 0  | 0  | 0  | 0 | Rút lui             |  | 1 Dec | 2–1 | 19 Nov | —      |

1. ↑  Johor Darul Ta'zim không thể đến Qatar để chơi bốn trận còn lại của vòng bảng do đại dịch COVID-19 sau khi họ bị chính phủ Malaysia từ chối cho phép đi lại.[27] Họ được coi là đã rút lui khỏi giải đấu, và toàn bộ kết quả của các trận đấu giữa họ và các đội còn lại bị hủy và không được tính trong việc xác định thứ hạng của các đội trong bảng đấu.[28]

### Bảng H
| VT | Đội                    | ST | T | H | B | BT | BB | HS | Đ  | Giành quyền tham dự |     | YOK | SSI | JEO | SYD |
| -- | ---------------------- | -- | - | - | - | -- | -- | -- | -- | ------------------- | --- | --- | --- | --- | --- |
| 1  | Yokohama F. Marinos    | 6  | 4 | 1 | 1 | 13 | 5  | +8 | 13 | Vòng 16 đội         |     | —   | 1–2 | 4–1 | 4–0 |
| 2  | Thượng Hải SIPG        | 6  | 3 | 0 | 3 | 6  | 10 | −4 | 9  | Vòng 16 đội         |     | 0–1 | —   | 0–2 | 0–4 |
| 3  | Jeonbuk Hyundai Motors | 6  | 2 | 1 | 3 | 8  | 10 | −2 | 7  |                     |     | 1–2 | 1–2 | —   | 1–0 |
| 4  | Sydney FC              | 6  | 1 | 2 | 3 | 8  | 10 | −2 | 5  |                     | 1–1 | 1–2 | 2–2 | —   |     |

## Vòng loại trực tiếp

### Sơ đồ
Sơ đồ được xác định như sau:
| Vòng        | Tây Á | Đông Á |
| ----------- | --- | --- |
| Vòng 16 đội | - Nhất Bảng A vs. Nhì Bảng B - Nhất Bảng B vs. Nhì Bảng A - Nhất Bảng C vs. Nhì Bảng D - Nhất Bảng D vs. Nhì Bảng C | - Nhất Bảng E vs. Nhì Bảng F - Nhất Bảng F vs. Nhì Bảng E - Nhất Bảng G vs. Nhì Bảng H - Nhất Bảng H vs. Nhì Bảng G |
| Tứ kết      | (Các cặp đấu được xác định bởi bốc thăm, bao gồm 4 đội thắng vòng 16 đội) - Tứ kết Tây Á 1 - Tứ kết Tây Á 2         | (Các cặp đấu được xác định bởi bốc thăm, bao gồm 4 đội thắng vòng 16 đội) - Tứ kết Đông Á 1 - Tứ kết Đông Á 2       |
| Bán kết     | - Bán kết Tây Á: Thắng Tứ kết Tây Á 1 vs. Thắng Tứ kết Tây Á 2                                                      | - Bán kết Đông Á: Thắng Tứ kết Đông Á 1 vs. Thắng Tứ kết Đông Á 2                                                   |
| Chung kết   | - Thắng Bán kết Tây Á vs. Thắng Bán kết Đông Á                                                                      | - Thắng Bán kết Tây Á vs. Thắng Bán kết Đông Á                                                                      |

Sơ đồ được xác định sau khi bốc thăm vòng tứ kết. Lễ bốc thăm vòng tứ kết khu vực Tây diễn ra vào ngày 28 tháng 9 năm 2020, 11:00 AST (UTC+3), tại Doha, Qatar.
|  | Vòng 16                            | Vòng 16                       |                                |       | Tứ kết | Tứ kết |  |  | Bán kết | Bán kết |  |  | Chung kết | Chung kết |
|  |                                    |                               |                                |       |        |        |  |  |         |         |  |  |           |           |
|  | 27 tháng 9 – Education City        |                               |                                |       |        |        |  |  |         |         |  |  |           |           |
|  |                                    |                               |                                |       |        |        |  |  |         |         |  |  |           |           |
|  | Al Nassr                           | 1                             |                                |       |        |        |  |  |         |         |  |  |           |           |
|  | Al Nassr                           | 1                             | 30 tháng 9 – Jassim Bin Hamad  |       |        |        |  |  |         |         |  |  |           |           |
|  | Al Taawoun                         | 0                             |                                |       |        |        |  |  |         |         |  |  |           |           |
|  | Al Taawoun                         | 0                             | Al Nassr                       | 2     |        |        |  |  |         |         |  |  |           |           |
|  | 26 tháng 9 – Al Janoub             |                               | Al Nassr                       | 2     |        |        |  |  |         |         |  |  |           |           |
|  |                                    | Al Ahli                       | 0                              |       |        |        |  |  |         |         |  |  |           |           |
|  | Al Ahli (p)                        | Al Ahli                       | 0                              | 1 (4) |        |        |  |  |         |         |  |  |           |           |
|  | Al Ahli (p)                        |                               | 3 tháng 10 – Jassim Bin Hamad  | 1 (4) |        |        |  |  |         |         |  |  |           |           |
|  | Shabab Al-Ahli                     | 1 (3)                         |                                |       |        |        |  |  |         |         |  |  |           |           |
|  | Shabab Al-Ahli                     | 1 (3)                         | Al Nassr                       | 1 (3) |        |        |  |  |         |         |  |  |           |           |
|  | 27 tháng 9 – Education City        |                               | Al Nassr                       | 1 (3) |        |        |  |  |         |         |  |  |           |           |
|  |                                    | Persepolis (p)                | 1 (5)                          |       |        |        |  |  |         |         |  |  |           |           |
|  | Persepolis                         | Persepolis (p)                | 1 (5)                          | 1     |        |        |  |  |         |         |  |  |           |           |
|  | Persepolis                         | 30 tháng 9 – Jassim Bin Hamad |                                | 1     |        |        |  |  |         |         |  |  |           |           |
|  | Al Sadd                            | 0                             |                                |       |        |        |  |  |         |         |  |  |           |           |
|  | Al Sadd                            | 0                             | Persepolis                     | 2     |        |        |  |  |         |         |  |  |           |           |
|  | 26 tháng 9 – Al Janoub             |                               | Persepolis                     | 2     |        |        |  |  |         |         |  |  |           |           |
|  |                                    | Pakhtakor                     | 0                              |       |        |        |  |  |         |         |  |  |           |           |
|  | Pakhtakor                          | Pakhtakor                     | 0                              | 2     |        |        |  |  |         |         |  |  |           |           |
|  | Pakhtakor                          |                               | 19 tháng 12 – Al Janoub        | 2     |        |        |  |  |         |         |  |  |           |           |
|  | Esteghlal                          | 1                             |                                |       |        |        |  |  |         |         |  |  |           |           |
|  | Esteghlal                          | 1                             | Persepolis                     | 1     |        |        |  |  |         |         |  |  |           |           |
|  | 6 tháng 12 – Education City        |                               | Persepolis                     | 1     |        |        |  |  |         |         |  |  |           |           |
|  |                                    | Ulsan Hyundai                 | 2                              |       |        |        |  |  |         |         |  |  |           |           |
|  | Ulsan Hyundai                      | Ulsan Hyundai                 | 2                              | 3     |        |        |  |  |         |         |  |  |           |           |
|  | Ulsan Hyundai                      | 10 tháng 12 – Al Janoub       |                                | 3     |        |        |  |  |         |         |  |  |           |           |
|  | Melbourne Victory                  | 0                             |                                |       |        |        |  |  |         |         |  |  |           |           |
|  | Melbourne Victory                  | 0                             | Ulsan Hyundai                  | 2     |        |        |  |  |         |         |  |  |           |           |
|  | 6 tháng 12 – Education City        |                               | Ulsan Hyundai                  | 2     |        |        |  |  |         |         |  |  |           |           |
|  |                                    | Bắc Kinh Quốc An              | 0                              |       |        |        |  |  |         |         |  |  |           |           |
|  | Bắc Kinh Quốc An                   | Bắc Kinh Quốc An              | 0                              | 1     |        |        |  |  |         |         |  |  |           |           |
|  | Bắc Kinh Quốc An                   |                               | 13 tháng 12 – Jassim Bin Hamad | 1     |        |        |  |  |         |         |  |  |           |           |
|  | FC Tokyo                           | 0                             |                                |       |        |        |  |  |         |         |  |  |           |           |
|  | FC Tokyo                           | 0                             | Ulsan Hyundai (s.h.p.)         | 2     |        |        |  |  |         |         |  |  |           |           |
|  | 7 tháng 12 – Khalifa International |                               | Ulsan Hyundai (s.h.p.)         | 2     |        |        |  |  |         |         |  |  |           |           |
|  |                                    | Vissel Kobe                   | 1                              |       |        |        |  |  |         |         |  |  |           |           |
|  | Vissel Kobe                        | Vissel Kobe                   | 1                              | 2     |        |        |  |  |         |         |  |  |           |           |
|  | Vissel Kobe                        | 10 tháng 12 – Al Janoub       |                                | 2     |        |        |  |  |         |         |  |  |           |           |
|  | Shanghai SIPG                      | 0                             |                                |       |        |        |  |  |         |         |  |  |           |           |
|  | Shanghai SIPG                      | 0                             | Vissel Kobe (p)                | 1 (7) |        |        |  |  |         |         |  |  |           |           |
|  | 7 tháng 12 – Khalifa International |                               | Vissel Kobe (p)                | 1 (7) |        |        |  |  |         |         |  |  |           |           |
|  |                                    | Suwon Samsung Bluewings       | 1 (6)                          |       |        |        |  |  |         |         |  |  |           |           |
|  | Yokohama F. Marinos                | Suwon Samsung Bluewings       | 1 (6)                          | 2     |        |        |  |  |         |         |  |  |           |           |
|  | Yokohama F. Marinos                |                               |                                | 2     |        |        |  |  |         |         |  |  |           |           |
|  | Suwon Samsung Bluewings            | 3                             |                                |       |        |        |  |  |         |         |  |  |           |           |
|  | Suwon Samsung Bluewings            | 3                             |                                |       |        |        |  |  |         |         |  |  |           |           |

1. † Xác định bởi bốc thăm vòng tứ kết Đông Á, bao gồm 4 đội thắng vòng 16 đội (Thắng vòng 16 Đông Á 1/2/3/4).

### Vòng 16 đội
Ở vòng 16 đội, đội nhất bảng này đấu với đội nhì bảng khác, với việc xếp cặp được xác định ở lễ bốc thăm vòng bảng.
| Đội 1      | Tỉ số                | Đội 2          |
| ---------- | -------------------- | -------------- |
| Al Ahli    | 1–1 (s.h.p.) (4–3 p) | Shabab Al-Ahli |
| Pakhtakor  | 2–1                  | Esteghlal      |
| Persepolis | 1–0                  | Al Sadd        |
| Al Nassr   | 1–0                  | Al Taawoun     |

| Đội 1               | Tỉ số | Đội 2                   |
| ------------------- | ----- | ----------------------- |
| Bắc Kinh Quốc An    | 1–0   | FC Tokyo                |
| Ulsan Hyundai       | 3–0   | Melbourne Victory       |
| Vissel Kobe         | 2–0   | Thượng Hải SIPG         |
| Yokohama F. Marinos | 2–3   | Suwon Samsung Bluewings |

### Tứ kết
Ở vòng tứ kết, 4 đội khu vực Tây được xếp vào hai cặp đấu, và 4 đội khu vực Đông được xếp vào hai cặp đấu, với thứ tự thi đấu được xác định bởi bốc thăm, và không có đội hạt giống. Lễ bốc thăm vòng tứ kết khu vực Tây diễn ra vào ngày 28 tháng 9 năm 2020, và lễ bốc thăm vòng tứ kết khu vực Đông diễn ra vào ngày 8 tháng 12 2020.
| Đội 1      | Tỉ số | Đội 2     |
| ---------- | ----- | --------- |
| Al Nassr   | 2–0   | Al Ahli   |
| Persepolis | 2–0   | Pakhtakor |

| Đội 1         | Tỉ số                | Đội 2                   |
| ------------- | -------------------- | ----------------------- |
| Ulsan Hyundai | 2–0                  | Bắc Kinh Quốc An        |
| Vissel Kobe   | 1–1 (s.h.p.) (7–6 p) | Suwon Samsung Bluewings |

### Bán kết
Ở vòng bán kết, hai đội thắng tứ kết Tây Á đối đầu với nhau, và hai đội thắng tứ kết Đông Á đối đầu với nhau.
| Đội 1    | Tỉ số                | Đội 2      |
| -------- | -------------------- | ---------- |
| Al Nassr | 1–1 (s.h.p.) (3–5 p) | Persepolis |

| Đội 1         | Tỉ số        | Đội 2       |
| ------------- | ------------ | ----------- |
| Ulsan Hyundai | 2–1 (s.h.p.) | Vissel Kobe |

### Chung kết
Ở trận chung kết, hai đội thắng bán kết đối đầu với nhau, tại địa điểm thi đấu của khu vực Đông.
| Persepolis | 1–2                      | Ulsan Hyundai               |
| ---------- | ------------------------ | --------------------------- |
| - Abdi 45' | Live Report Stats Report | - Júnior 45+4', 55' (ph.đ.) |

## Giải thưởng

### Giải thưởng chính
| Giải thưởng                | Cầu thủ              | Đội           |
| -------------------------- | -------------------- | ------------- |
| Cầu thủ xuất sắc nhất giải | Yoon Bit-garam       | Ulsan Hyundai |
| Vua phá lưới               | Abderrazak Hamdallah | Al-Nassr      |
| Đội đoạt giải phong cách   | Ulsan Hyundai        | Ulsan Hyundai |

Note: Abderrazak Hamdallah finished ahead of Júnior Negrão to win the Top Scorer award despite scoring the same number of goals, and also having the same number of assists (first tiebreaker), since he played fewer minutes throughout the competition (second tiebreaker).

### Giải thưởng do cổ động viên bình chọn
The AFC took polls of fans in its website after the tournament.
| Award             | Player     | Team       |
| ----------------- | ---------- | ---------- |
| Fans' Best Player | Hamed Lak  | Persepolis |
| Best Goal         | Mehdi Abdi | Persepolis |

| Position    | Player                 | Team                |
| ----------- | ---------------------- | ------------------- |
| Goalkeeper  | Hamed Lak              | Persepolis          |
| Defenders   | Sultan Al-Ghanam       | Al-Nassr            |
| Defenders   | Shojae Khalilzadeh     | Persepolis          |
| Defenders   | Hossein Kanaanizadegan | Persepolis          |
| Defenders   | Saeid Aghaei           | Persepolis          |
| Midfielders | Teruhito Nakagawa      | Yokohama F. Marinos |
| Midfielders | Bashar Resan           | Persepolis          |
| Midfielders | Takuya Kida            | Yokohama F. Marinos |
| Forwards    | Abderrazak Hamdallah   | Al-Nassr            |
| Forwards    | Júnior Negrão          | Ulsan Hyundai       |
| Forwards    | Mehdi Abdi             | Persepolis          |

## Statistics

### Stats Leaders
| Category          | Player               | Team               | Figure |
| ----------------- | -------------------- | ------------------ | ------ |
| Goals             | Abderrazak Hamdallah | Al-Nassr           | 7      |
| Goals             | Júnior Negrão        | Ulsan Hyundai      | 7      |
| Chances created   | Yoon Bit-garam       | Ulsan Hyundai      | 22     |
| Clearances        | Maicon Pereira Roque | Al-Nassr           | 34     |
| Duels won         | Dragan Ćeran         | Pakhtakor Tashkent | 54     |
| Shooting accuracy | Baghdad Bounedjah    | Al-Sadd            | 61.1%  |
| Passing accuracy  | Kamal Kamyabinia     | Persepolis         | 91.6%  |
| Saves             | Jo Su-huk            | Ulsan Hyundai      | 26     |

Source:

### Top scorers
| Rank | Player               | Team                   | MD1 | MD2 | MD3 | MD4 | MD5 | MD6 | R16 | QF | SF | F | Total |
| ---- | -------------------- | ---------------------- | --- | --- | --- | --- | --- | --- | --- | -- | -- | - | ----- |
| 1    | Abderrazak Hamdallah | Al-Nassr               | 1   | 1   | 2   | 1   |     |     | 1   |    | 1  |   | 7     |
| 1    | Júnior Negrão        | Ulsan Hyundai          |     |     | 1   | 1   |     |     |     | 2  | 1  | 2 | 7     |
| 3    | Trent Buhagiar       | Sydney FC              |     | 1   | 1   |     | 2   | 1   |     |    |    |   | 5     |
| 3    | Bjørn Maars Johnsen  | Ulsan Hyundai          |     |     |     |     |     | 2   | 2   |    | 1  |   | 5     |
| 5    | Alan                 | Beijing FC             |     | 1   | 1   |     |     | 1   | 1   |    |    |   | 4     |
| 5    | Issa Alekasir        | Persepolis             |     |     |     |     |     | 1   | 1   | 2  |    |   | 4     |
| 5    | Baghdad Bounedjah    | Al-Sadd                |     |     | 1   | 2   | 1   |     |     |    |    |   | 4     |
| 5    | Ado Onaiwu           | Yokohama F. Marinos    |     | 2   |     | 1   |     |     | 1   |    |    |   | 4     |
| 5    | Yoon Bit-garam       | Ulsan Hyundai          |     | 2   |     |     | 2   |     |     |    |    |   | 4     |
| 10   | Mehdi Abdi           | Persepolis             |     |     |     |     |     | 1   |     |    | 1  | 1 | 3     |
| 10   | Akram Afif           | Al-Sadd                |     | 1   | 1   | 1   |     |     |     |    |    |   | 3     |
| 10   | Almoez Ali           | Al-Duhail              |     |     | 1   | 1   | 1   |     |     |    |    |   | 3     |
| 10   | Hassan Al-Haydos     | Al-Sadd                | 1   | 2   |     |     |     |     |     |    |    |   | 3     |
| 10   | Cho Gue-sung         | Jeonbuk Hyundai Motors | 1   |     |     |     |     | 2   |     |    |    |   | 3     |
| 10   | Kyogo Furuhashi      | Vissel Kobe            |     | 1   | 1   |     |     |     |     | 1  |    |   | 3     |
| 10   | Giovanni Moreno      | Shanghai Shenhua       |     |     |     | 1   | 2   |     |     |    |    |   | 3     |
| 10   | Teruhito Nakagawa    | Yokohama F. Marinos    |     | 2   |     |     | 1   |     |     |    |    |   | 3     |
| 10   | Park Chu-young       | FC Seoul               | 1   | 1   |     | 1   |     |     |     |    |    |   | 3     |
| 10   | Welliton             | Sharjah                |     |     |     |     | 3   |     |     |    |    |   | 3     |
| 10   | Yu Hanchao           | Shanghai Shenhua       | 1   |     | 1   |     | 1   |     |     |    |    |   | 3     |
| 10   | Yun Ju-tae           | FC Seoul               |     |     | 2   |     | 1   |     |     |    |    |   | 3     |

Note: Goals scored in the qualifying play-offs and matches voided by AFC are not counted when determining top scorer (Regulations Article 64.4).